# Taktyka kolumnowo-tyralierska
Taktyka kolumnowo-tyralierska - sposób prowadzenia walki w Europie w okresie rewolucji francuskiej w końcu XVIII w.
Polegała na współdziałaniu tyraliery strzeleckiej i kolumn uderzeniowych. Taktyka ta przetrwała do wojny prusko-francuskiej 1870-71, podczas której na skutek zwiększenia siły ognia, powodującego ogromne straty w zwartych kolumnach kompanijnych, zaczęto stosować już tylko tyralierę strzelecką. 